# Richard MacNeish
Richard Stockton MacNeish (29 de abril de 1918 – 16 de enero del 2001), fue un arqueólogo estadounidense. Su trabajo de campo revolucionó la comprensión que se tenía sobre la agricultura precolombina en el Nuevo Mundo, así como de la prehistoria de varias regiones de Canadá, los Estados Unidos, Centroamérica y Sudamérica.  Fue pionero en algunos métodos de investigación y análisis al resaltar la importancia de los trabajos interdisciplinarios.